# Río Tambillos (Negro)
El río Tambillos es un curso de agua que nace en la cordillera de los Andes y que fluye en la Región de Coquimbo con dirección general noroeste hasta desembocar en el río Negro (Illapel).

## Trayecto
El río Tambillos es el primer afluente del río Negro (Illapel) que nace en la cordillera de los Andes por un cajón estrecho de altas laderas y desemboca en el río Negro (Illapel)

## Caudal y régimen
La subcuenca del río Illapel desde su origen en la cordillera a su desembocadura en el río Choapa, posee un régimen nival, con poca influencia pluvial en la parte baja del río, esto es la parte del río Tambillos. En años húmedos los mayores caudales se observan entre noviembre y diciembre, producto de deshielos cordilleranos. En años con pocas lluvias los caudales permanecen constantes a lo largo del año, con solo pequeños aumentos en junio a octubre, producto de bajas precipitaciones invernales. En la parte baja del río Illapel se observan severos estiajes entre noviembre y abril, debido principalmente al uso del agua para el riego de zonas agrícolas ubicadas a orillas de este río. El período de menores caudales para esta subcuenca ocurre en el trimestre abril-junio.: 53 

## Historia
Luis Risopatrón escribió en 1924 en su obra Diccionario Jeográfico de Chile sobre el río:: 195 
Tambillos (Rio de los). Es de corto curso, nace en las faldas W del cordón limitáneo con la Arjentina, corre hacia el W i afluye al rio Negro, del de Illapel. 134; i 156; estero en 119, p. 235.